# Piano Zucchi
Piano Zucchi è una località di montagna a quota 1100 m s.l.m., unica frazione del comune di Isnello nella città metropolitana di Palermo, in mezzo ad un fitto querceto nel cuore del Parco delle Madonie.

## Storia

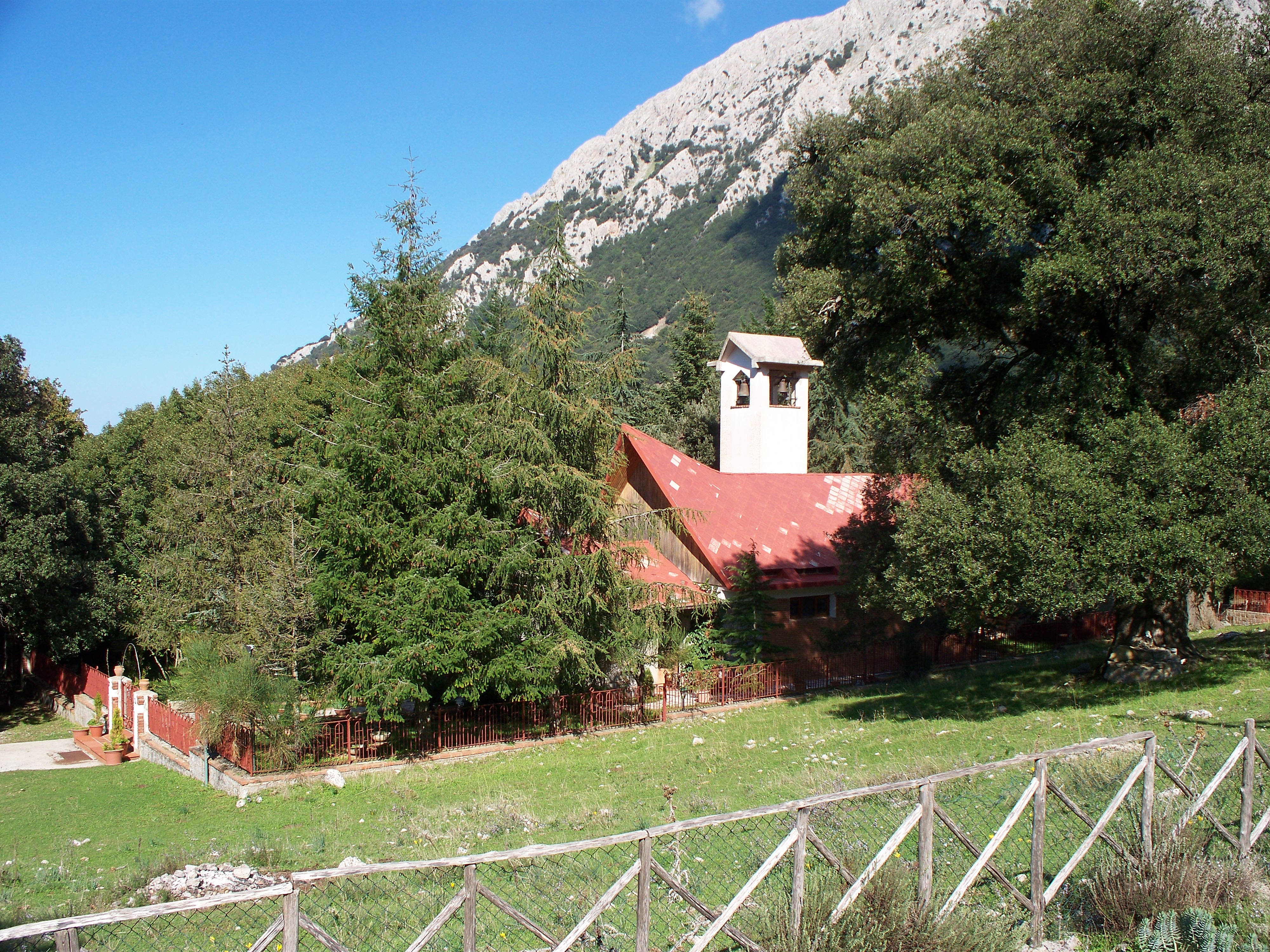
La chiesa di San Paolo Apostolo a Piano Zucchi

Noto nel XIX secolo come «Piano dei Zucchi», il toponimo deriva dal siciliano zuccu, ossia «ciocco» o «tronco». Si trova nella zona A del Parco delle Madonie con vista sul mar Tirreno, a 25 km da Campofelice di Roccella e a 35 km da Cefalù, tra le montagne più alte della Sicilia: il Pizzo Carbonara (1979 m) e il Monte dei Cervi (1794 m) ed è posto su un cocuzzolo ricco di boschi di faggi, roverelle, sambuchi, lecci e, tra la flora minore, Euphorbia myrsinites. Dal punto di vista naturalistico sono interessanti alcuni esemplari di leccio che raggiungono notevoli dimensioni.

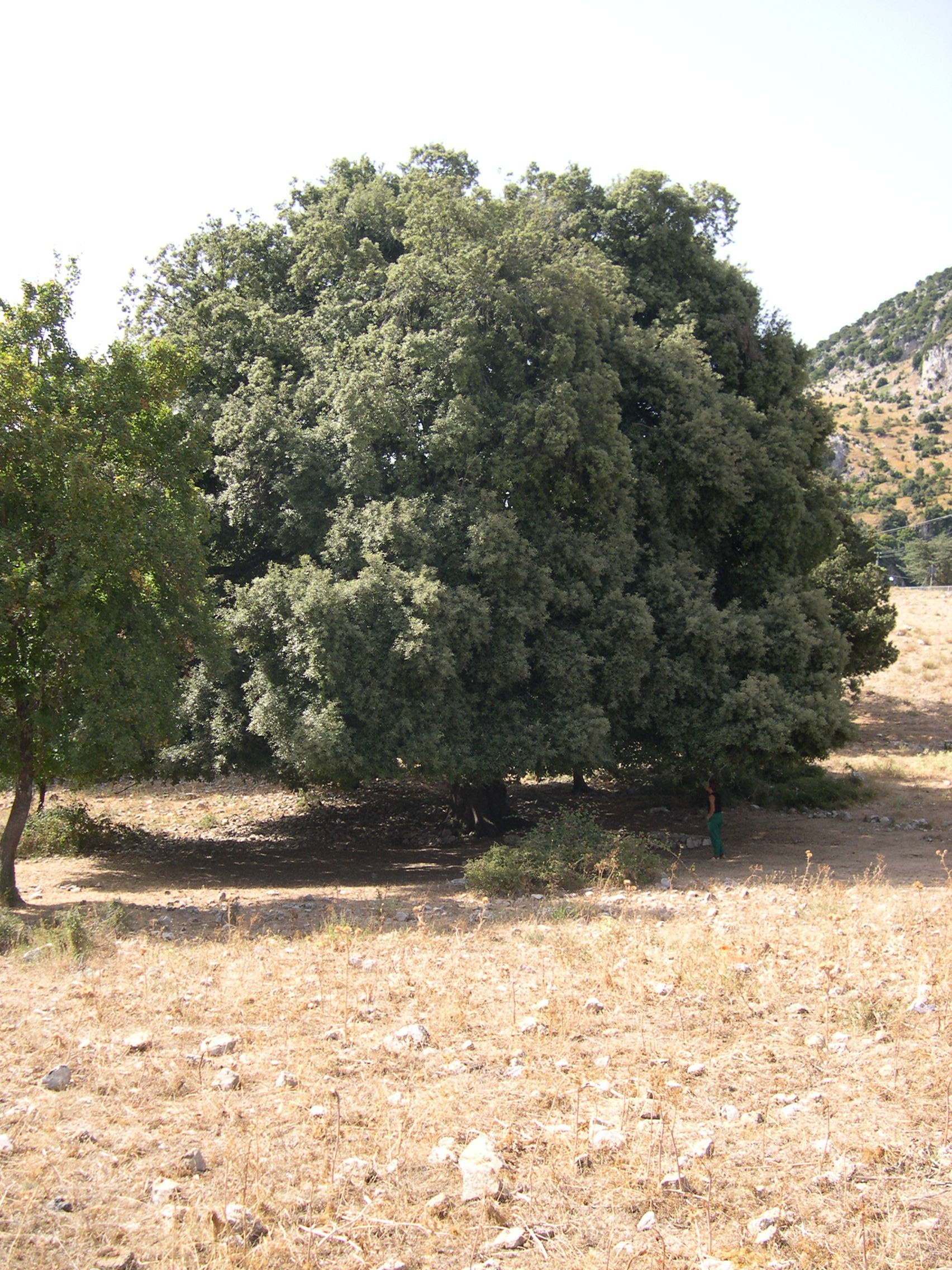
Leccio secolare a Piano Zucchi

Nel 1910 il Club Alpino Siciliano, intorno alla struttura di prima accoglienza per i turisti, costruisce il rifugio «Luigi Orestano». Successivamente viene edificato l'albergo «La Montanina». Nei primi anni settanta, al fine di sviluppare il turismo montano, si diede vita ad un piano di lottizzazione, con la costruzione di una serie di ville e residenze dal caratteristico aspetto delle case di montagna. Nel 1976 fu edificata la chiesetta dedicata a San Paolo Apostolo da padre Giuseppe Scelsi e dalla comunità di Piano Zucchi, oggi parrocchia di Piano Zucchi.
Poco distante, al km 12 della SP 54 si trova un laghetto artificiale noto come Lago di Mandria del Conte.